# Pseudarchaster microceramus
Pseudarchaster microceramus är en sjöstjärneart som först beskrevs av Fisher 1913.  Pseudarchaster microceramus ingår i släktet Pseudarchaster och familjen Pseudarchasteridae. Inga underarter finns listade i Catalogue of Life.